# Pock Mátyás
Pock Mátyás (Pozsony, 1690. június 8. – Pozsony, 1780. május 19.) teológiai és bölcseleti doktor, Jézus-társasági áldozópap és tanár.

## Élete
1705. október 3-án lépett a rendbe s 1718-tól 1821-ig a teológiát Nagyszombatban végezte; 1726-ban a szokásos negyedik fogadalmat letette. Nagyszombatban a szónoklattant és hittudományokat, ezeket és a bölcseletet Kassán is, összesen 12 évig tanította. Azután a tartományi főnök társa volt, majd a grazi kollégiumnak, 1751-52-ben a bécsi Pazmaneumnak, a Theresianumnak, a passaui, pozsonyi (1762-64) és győri rendháznak rektora volt. A rend feloszlatása (1773) után mint az esztergomi főegyházmegye papja működött Pozsonyban 1780-ban bekövetkezett haláláig. «Pro pagellis polemico cathecheticis» 2000 forint alapítványt tett.

## Munkái
- Palatium regum Hungariae, palatinorum virtutibus, ac meritis illustre. Honoribus illustrissimorum ... doctorum oblatum a rhetorica Tyrnaviensi. Cum per R. P. Leopoldum Wezinger e soc. jesu, suprema doctorat. phil. laurea donarentur. Anno a parto salute 1723. Tyrnaviae (névtelenül)
- Apollo philosophus, ethices praeceptis venientem ad parnassum poetam erudiens. Honori duorum neo-baccalaurerorum, cum in universitate Cassoviensi prima aa. ll. & philosophiae laurea insignirentur, promotores ... Ab ill. humanitate Cassoviensi dicatus anno 1726. Cassoviae
- Castor & Pollux regios declinando titulos melioris regni haeredes inaugurati. Sive divorum Aloysii & Stanislai genuina fictis sub coloribus icon. ludibus theatralibus exhibita et laureatis honoribus reverendorum ... magistrorum, cum in alma episcopoli s. J. universitate Cassoviensi promotore ... suprema philosophiae laurea ornarentur. Ab illustri rhetorica Cassoviensi dicata anno 1727. Uo.
- Christianus poenitens ad rite obeundum Sacramentum poenitentiae facili methodo instructus. Uo. 1727
- Thesaurus ecclesiae Christi per jubilaeum in fideles dispensatus. Uo. 1731
- Ad tristissimam in fidei controversiis quaestionem: ubi scriptum est? Catholicorum vera non tamen debita; acatholicorum obtrusa, sed frivola responsio a quodam S. J. sacerdote collecta. Uo. 1733 (névtelenül, újabb kiadás: Agriae, 1779)

Tőle van az: Oh virgo virginum kezdetű himnusz; írt még buzgalmi adalékokat a szerzetes újoncok és Mária-congreganisták számára.